# 林家染語楼 (3代目)
三代目 林家 染語楼（はやしや そめごろう、1918年7月5日 - 1975年1月18日）は、上方噺家。本名：鹿田 吉彦。出囃子は『野球拳』または『鞍馬』。

## 経歴
1918年7月5日、大阪市阿倍野区に、時計商の子として生まれる。1937年（昭和12年）4月、二代目林家染丸に入門、三代目林家小染を名乗る。翌年の1938年（昭和13年）に大阪市東区内本町松竹席で初舞台。三代目林家染丸は兄弟子である。
子供の頃は初代桂春團治の物真似で周囲の大人を笑わせていたという。実家の家業を手伝いながら修業を続けた。戦中戦後の上方落語はどん底の状態にあり、ほとんどの落語家たちは落語一本で食べていける状態ではなく、他の仕事を兼ねていた。
2足のわらじでどうにか落語を続けていたが、1950年（昭和25年）から新作落語を演じるようになる。宝塚落語会の発足と共に、桂春坊、桂我太呂、旭堂小南陵らと入会。芸能活動一本にしぼり、1955年7月から一・一（または かずはじめ）と改名、司会漫談を行う。この頃のあだ名は「ピンピンさん」だった。
上方落語協会には設立から2年後の1959年（昭和34年）4月4日付で桂春坊らともに加入。同年には三越で新作のみのリサイタル独演会開催。1962年（昭和37年）には新作のみの独演会を三越で開催。1962年（昭和37年）4月、三代目林家染語楼を襲名。以後は上方落語界の中堅として活躍した。

## 芸歴
- 1937年4月 - 二代目林家染丸に入門、「小染」を名乗る。
- 1938年 - 初舞台。
- 1955年7月 - 「一・一」と改名。
- 1959年 - 上方落語協会に加入。
- 1962年4月 - 「三代目林家染語楼」を襲名。

## 演目
持ちネタは、自作の新作がほとんどで、明快な口調でどこか近代的なセンスも感じられた。野球のユニフォームを着て演じる爆笑ものの「食堂野球」、戦争で生き別れた恋人の再会物語に大阪市営地下鉄御堂筋線の駅名を織り込んだ小粋な「地下鉄」、戦後の街角風景をスケッチした「青空散髪」、大阪名物をテーマにした機知に富んだ「お好み焼」、ナンセンスな「市民税」のほか、漫才の松鶴家光晴・浮世亭夢若のネタの落語化「社長の計算」などがある。
本名の名字をもじった「シカタタカシ」のペンネームで60あまりの新作を書き残している。古典落語でも「口合根問」「煮売屋」などの珍しいネタも得意とした。一・一時代は司会や漫談等もこなした。

## 家族
- 実子 - 四代目林家染語楼
- 孫 - 林家市楼（贈五代目林家染語楼）

## 弟子
- 四代目林家染語楼 - 三代目染語楼死後四代目林家小染預り

### 廃業
- 林家健坊